# 로빈 로드 테일러
로빈 로드 테일러(영어: Robin Lord Taylor)는 미국의 배우이다. 2005년부터 각종 텔레비전 드라마와 영화에 조연으로 여러 번 출연하였다. 2014년 드라마 《고담》에서 오스왈드 코블팟, 훗날의 펭귄 역을 맡아 유명세를 탔다. 어릴 적에는 팀 버튼 감독의 《배트맨 2》를 즐겨 보았고 대니 드비토의 펭귄 연기에 큰 감명을 받았다고 한다.

## 출연 작품
- 로앤오더

```
  -시즌 15, 19화(2005) - 
자레드 웨스턴
 역
  -시즌 18, 17화(2008) - 
데일
 역
  -시즌 20, 16화(2010) - 
세드릭 스튜버
 역
```

- 지저스 칠드런 오브 아메리카 (쇼트필름)(2005) - 마이크 역
- 더 하우스 이즈 버닝(2006) - 필 역
- 피치 (쇼트필름)(2006) - 피트 역
- 억셉티드(2006) - 애버나티 다윈 던랩 역
- 라이프 온 마스시즌1, 3화(2008) - 지미 역
- 어거스트(2008)
- 학생회장 암살(2008) - 알렉스 슈나이더 역
- 라스트 데이 오브 서머(2009) - 제이슨 역
- 스텝업 3D(2010)\
- 멜랑콜리 판타스틱(2011) - 듀켄 역
- 어나더 어스(2011) - 제프 윌리엄스 역
- 리턴(영어판)(2011) - 보니 역
- 퍼슨 오브 인터레스트 (드라마)시즌1, 15화(2012) - 에이잭스 역
- 우쥬래더(2012) - 줄리안 램브릭 역
- 굿 와이프 (드라마)시즌4, 10화(2012)- 브록 달린드로 역
- 성범죄수사대: SVU(드라마)시즌14, 21화(2012) - 딜런 퓰러 역
- 콜드 컴즈 더 나잇(2013)-퀸시 역
- 워킹 데드 (드라마)

```
  -시즌4, 4화(2013)-
샘
 역
   -시즌5, 1화(2014)-
샘
 역
```

- 택시 브룩클린(2014)-새미 역
- 고담 (드라마)(2014) - 오스왈드 체스터필드 코블팟/펭귄 역
- 존 윅 3: 파라벨룸(2019) - 관리자 역